# Józef Miączyński (1740–1800)
Józef Miączyński h. Suchekomnaty (ur. 11 kwietnia 1746, zm. 1800) – szlachcic, żołnierz, generał adiutant Stanisława II Augusta.
Urodził się w rodzinie Szymona (zm. 1764), skarbnika płockiego, i Zofii z Bębnowskich h. Odrowąż. Po śmierci ojca odziedziczył dobra rodowe: Czerwonka Mazowiecka i Ruda Talubska. Wspólnie z bratem Władysławem, przystąpił do konfederacji barskiej. Następnie związał się ze stronnictwem królewskim. 18 stycznia 1774 został mianowany generałem adiutantem króla.
Ożeniony z baronówną Marianną Schenck (zm. 1800), córką Jadwigi Bironówny (1727–1797), księżniczki kurlandzkiej, z jej związku z generałem wojsk koronnych. Doczekał się z nią czterech synów:
- Antoni (zm. 1812) – major, kawaler Legii Honorowej i krzyża Virtuti Militari, poległ pod Berezyną;
- Wojciech – starosta lubomelski, kawaler Orderu Orła Białego;
- Józef – referendarz stanu Królestwa Polskiego;
- Stanisław – major, kawaler Orderu Virtuti Militari, Medalu św. Heleny.